# Cratere Tempel
Tempel è un cratere lunare di 43,19 km situato nella parte nord-orientale della faccia visibile della Luna.

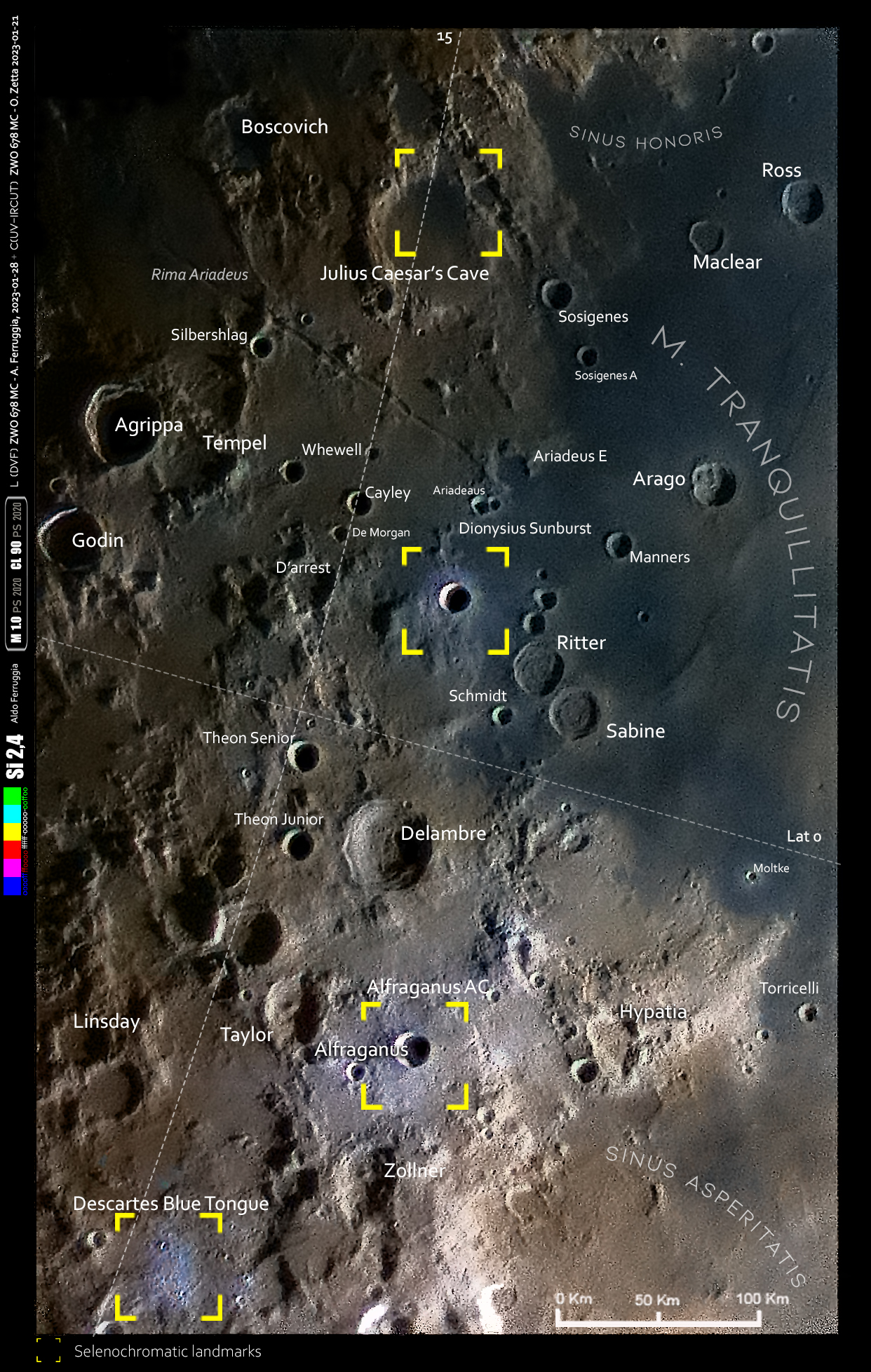
Il cratere (in alto a sinistra) con le strutture vicine in una Immagine Selenocromatica (Si).